# Diane (Debussy)
Pour les articles homonymes, voir Diane.
Diane est une ouverture de Claude Debussy pour piano à quatre mains composée en 1881.

## Présentation
Diane, possiblement commencé pendant le séjour de Debussy en Russie entre juillet et septembre 1881, est daté « Rome, 27 novembre 1881 ». Le manuscrit autographe, conservé à la Bibliothèque nationale de France, porte en titre « Diane. Ouverture ».
L'œuvre, pour piano à quatre mains, est dédiée à Ernest Guiraud, professeur de composition de Debussy au Conservatoire de Paris.
Musicalement, « les superpositions de plans sonores, les nombreuses doublures et l’apothéose finale dénotent une pensée orchestrale. Le jeune compositeur est encore loin de ses futures audaces ; mais on devine qu’il cherche confusément à s’émanciper des carcans académiques. La scansion du rythme de sicilienne, stylisant des sonneries de chasse, est assouplie par des gammes volubiles, tandis que des dessins mélodiques et enchaînements harmoniques inattendus laissent pressentir les stupéfiantes innovations de la décennie suivante ».
Une première audition publique de l'œuvre est donnée à la BnF le 14 décembre 1989, par Christian Ivaldi et Noël Lee au piano. La partition est publiée par Durand en 2002 (éditée par Noël Lee).

## Analyse
Le musicologue Yves A. Lado-Bordowsky relève que la partition est introduite « Andante con moto », à 
, doucement, « par une sorte d'appel lointain de cor remarquablement construit à l'aide de la gamme par tons d'une part, de la quarte diminuée si-mi bémol d'autre part », et que l'œuvre « repose sur l'affrontement de deux thèmes principaux dont le second, à caractère lyrique, finit par l'emporter sur le premier qui avait été tardivement exposé « Allegro con fuoco », laissant toutefois l'appel de cor initial conclure avec éclat ».
La durée moyenne d'exécution de la pièce est de sept minutes environ.
Dans le catalogue des œuvres du compositeur établi par le musicologue François Lesure, Diane porte le numéro L 20.

## Discographie
- Debussy : Intégrale de l'œuvre pour deux pianos et piano à quatre mains, Christian Ivaldi et Noël Lee, Arion 268128, 1990 (premier enregistrement mondial).
- Debussy: Early Works for Piano Duet, Adrienne Soós et Ivo Haag (piano), Naxos 8.572385, 2011.
- Debussy: Complete Music for Piano Duo, 3 CD, Marco Rapetti et Massimiliano Damerini, Brilliant Classics, 2013.
- Claude Debussy : The Complete Works, CD 7, Christian Ivaldi et Noël Lee (piano), Warner Classics, 2018[6].